# Organización Democrática Nacionalista
Die Organización Democrática Nacionalista (ORDEN) war eine paramilitärische Organisation in El Salvador.
Die Organisation Orden wurde 1961 gegründet und offiziell 1979 aufgelöst.
Die Abkürzung "orden" ist gleichzeitig das spanische Wort für "Ordnung", auch "Anordnung", "Befehl".

## Geschichte
ORDEN war ein Instrument des salvadorenischen Armee (FAES), um Informationen für die Nachrichtendienste zu sammeln. Sie wurde aber zur Aufstandsbekämpfung eingesetzt und ging mit Massakern und anderen terroristischen Aktionen gegen linksgerichtete Rebellen vor, um die konservative Regierung des Landes zu stützen. Die Bedeutung von ORDEN lag unter anderem darin, dass für diese Organisation Bauern und landwirtschaftliche Arbeiter rekrutiert und zur Unterdrückung in ihrer Gesellschaft herangezogen wurden.
1963 sandte die Regierung Kennedy zehn Special Forces Militärberater nach El Salvador, um General Jose Alberto Medrano beim Aufbau der Organisation zu unterstützen.
Die Green Berets bildeten die sogenannten „Bürgerschwadronen“ im Sammeln von Informationen und im politischen Mord in Koordination mit der FAES aus. Das paramilitärische Konzept von ORDEN entsprach dem der „Hamlet Militia“ oder „Self Defense Corps“ des Strategic Hamlet Program in Südvietnam, dem „Civilian Armed Force Geographical Unit Active Auxiliary“ (CAA) auf den Philippinen, der „Patrullas de Autodefensa Civil“ in Guatemala, der „Autodefensas Unidas de Colombia“ und dem „Dorfschützersystem“ in der Türkei.
Ab der Wahl von Sánchez Hernández zum Präsidenten der Republik El Salvador wurde dieser ihr oberster Vorgesetzter. 1965 wurde der Nachrichtendienst für alle regulären Truppen und angegliederten Einheiten El Salvadors der Agencia Nacional de Seguridad Salvadoreña (ANSESAL) zugewiesen.
Die Hierarchie wurde aus hohen Befehlshabern des Militärs gebildet, welche direkt dem Präsidenten unterstanden und wirkte wie das Nervensystem eines Sicherheitssystems, welches im ganzen Land verteilt war, es gab Informationen an Todesschwadronen und koordinierte ihre Morde.
Nach 1967 wurde ihre Existenz und ihre Arbeitsweise öffentlich gemacht und sie diente als Wahlkampfhilfstruppe für die Militärpartei, Partido de Conciliación Nacional, welche alle Wahlen von 1962 bis 1969 gewann.